# Pisagua (álbum de 2004)

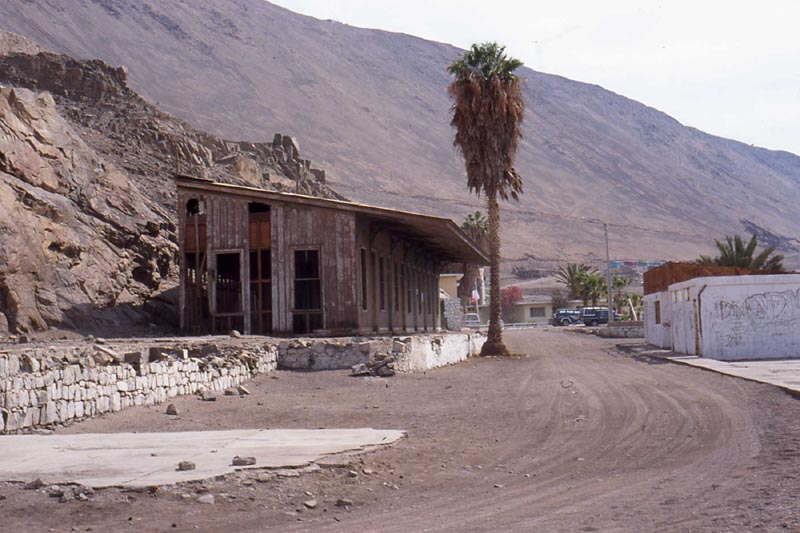
Vista de la antigua estación de ferrocarriles y ruinas del campo de concentración instalado en 1973 por la dictadura militar.

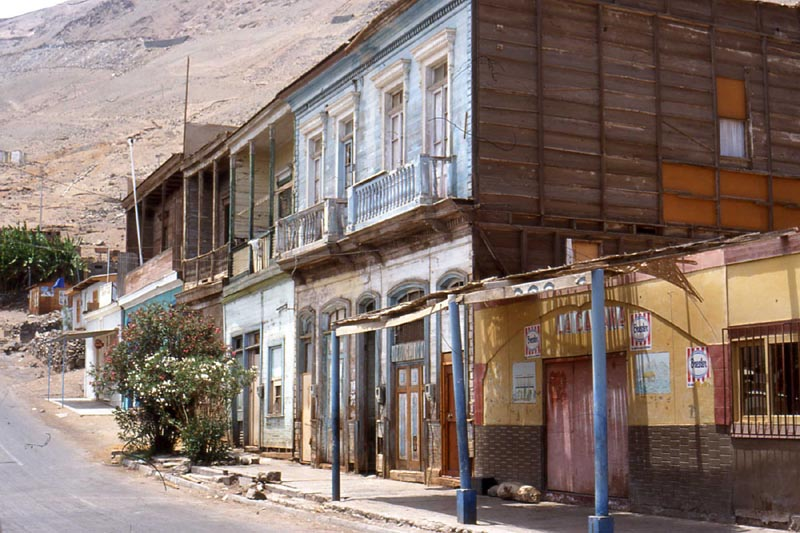
Cases en la calle Arturo Prat de Pisagua el año 2002.

Pisagua es el trigésimo cuarto álbum oficial en estudio del cantautor chileno Ángel Parra como solista. Fue lanzado en 2004, y corresponde a una reedición interpretada junto con el grupo Ventiscka de la obra homónima lanzada en 1973, y que conforma también parte del disco colectivo Pisagua + Chacabuco, publicado en 2003.
Como el original, el álbum se basa en la novela «La semilla en la arena» del escritor Volodia Teitelboim escrita en 1957 y que habla de Pisagua, una localidad de la comuna de Huara, Provincia del Tamarugal, Región de Tarapacá, ubicada en el llamado Norte Grande y que se utilizó como centro de detención a principios del siglo XX y especialmente durante la dictadura militar de Augusto Pinochet entre 1973 y 1990. El mismo Volodia, activista del Partido Comunista de Chile, estuvo recluido y detenido en este lugar.
Esta nueva versión del disco incluye como bonus track un discurso de nueve minutos de Volodia en que habla de su experiencia en Pisagua, y agradece tanto a Ángel Parra como Ventiscka por la reedición de este disco.

## Lista de canciones
Toda la música compuesta por Ángel Parra. 
| Pisagua |                                             |          |  |
| N.º     | Título                                      | Duración |  |
| 1.      | «Un silbido en la niebla»                   | 3:11     |  |
| 2.      | «El novio raptado» (o «Vals para Herminia») | 3:15     |  |
| 3.      | «La sangre y la letra»                      | 2:07     |  |
| 4.      | «Fecundidad»                                | 3:28     |  |
| 5.      | «No seré un verdugo»                        | 5:05     |  |
| 6.      | «La prueba del amor»                        | 2:53     |  |
| 7.      | «El corazón de la puna»                     | 3:53     |  |
| 8.      | «Colaguachi»                                | 4:27     |  |
| 9.      | «El regreso»                                | 2:52     |  |
| 10.     | «Tiempo de ayuno»                           | 5:13     |  |
| 11.     | «La libertad» (o «Canción de la libertad»)  | 3:56     |  |
| 40:20   |                                             |          |  |

| Bonus track |                                  |          |  |
| N.º         | Título                           | Duración |  |
| 12.         | «Discurso de Volodia Teitelboim» | 9:23     |  |
| 49:43       |                                  |          |  |